# Erinaceus amurensis
Erinaceus amurensis là một loài động vật có vú trong họ Erinaceidae, bộ Erinaceomorpha. Loài này được Schrenk mô tả năm 1859.
Một cá thể trung bình cân nặng 600-1000 gram. Loài này là loài bản địa Amur Krai và Primorye ở Nga, Mãn Châu ở Trung Quốc, và bán đảo Triều Tiên.

## Hình ảnh

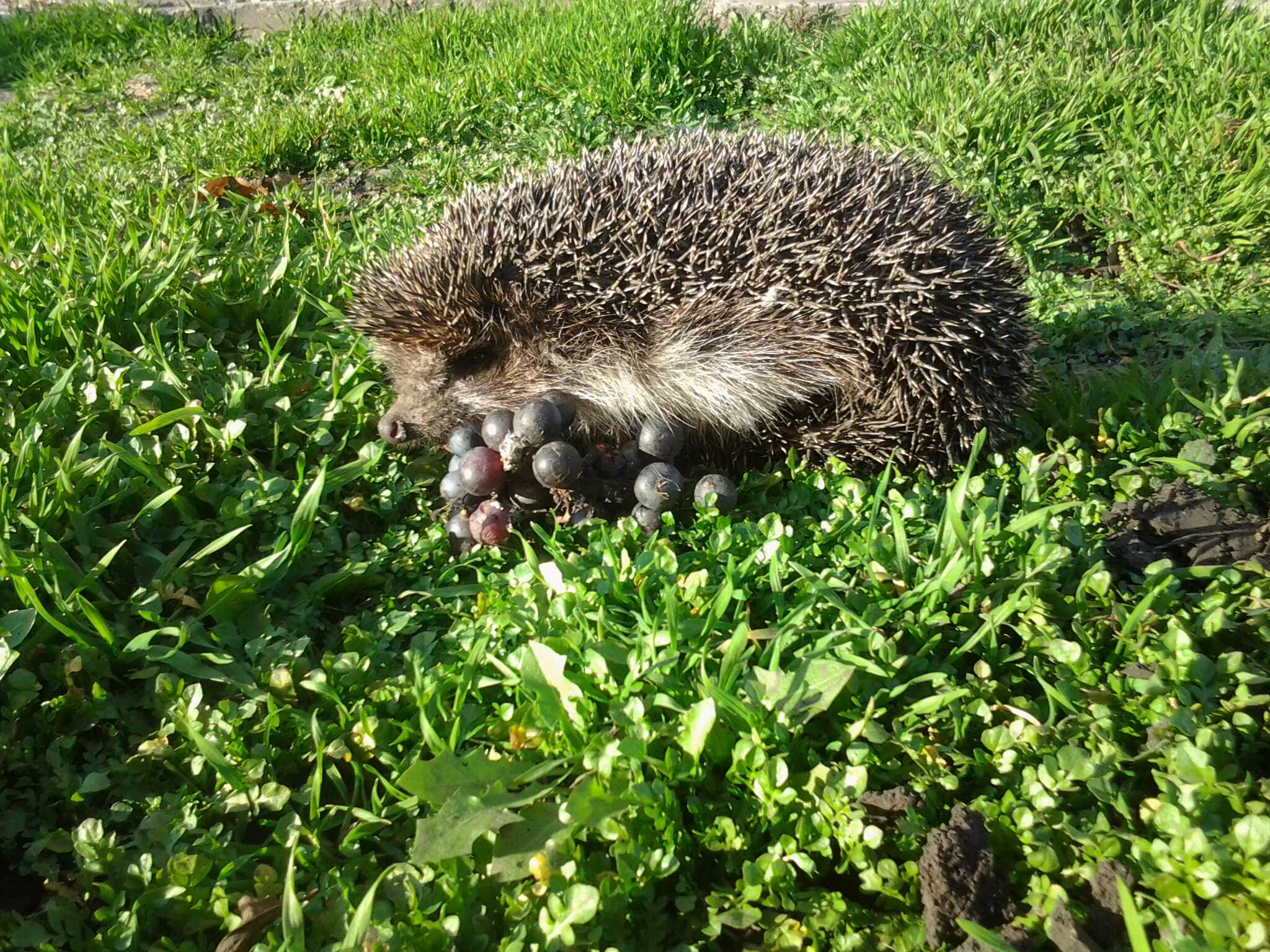
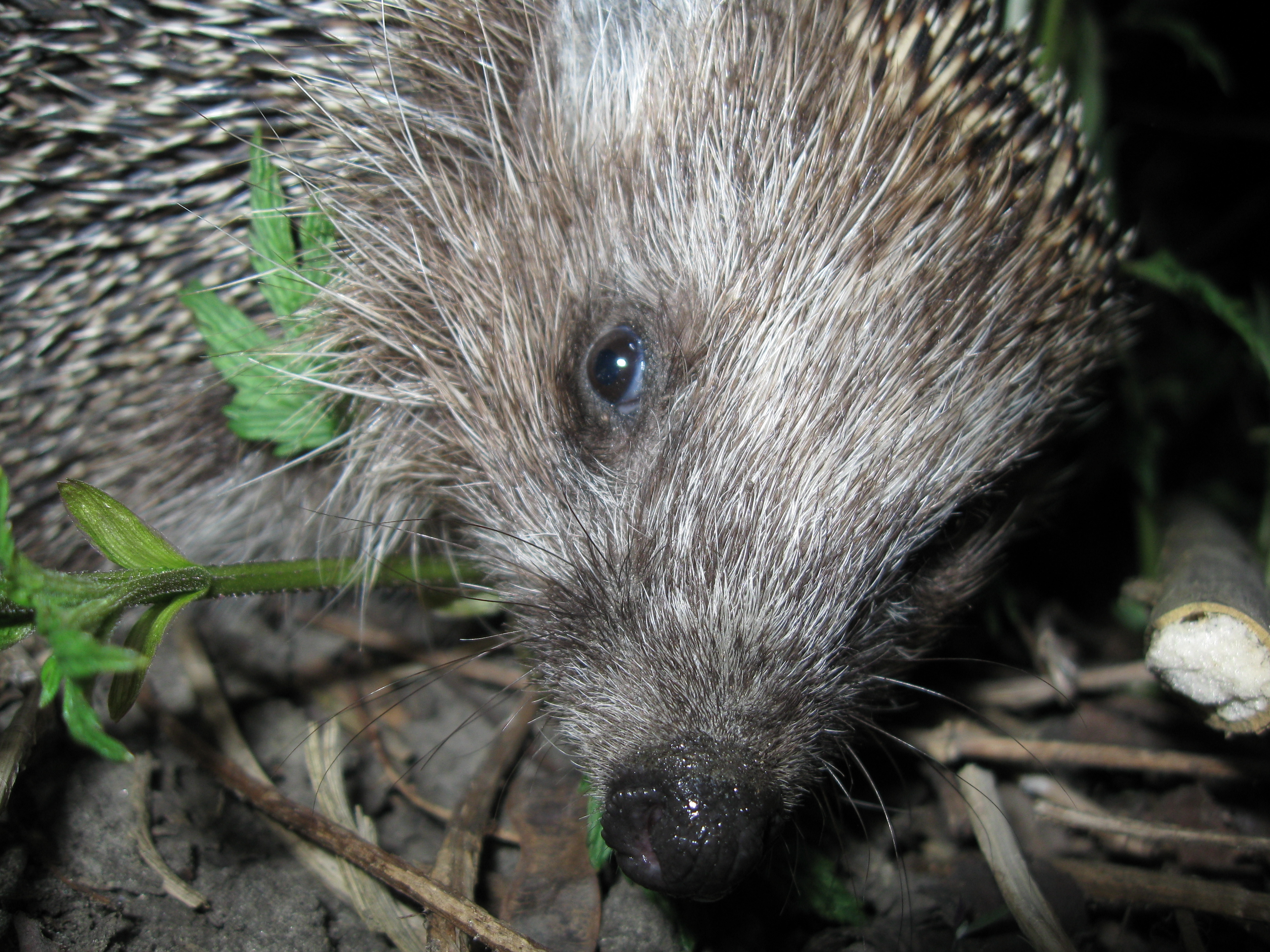

- Tập tin:HEDGEHOG BY NIHAL JABIN (1).jpg
- Tập tin:HEDGEHOG BY NIHAL JABIN (2).jpg